# Lucketz Swartbooi
Lucketz Swartbooi (ur. 7 lutego 1966) – namibijski lekkoatleta specjalizujący się w biegach długodystansowych, medalista mistrzostw świata i uczestnik igrzysk olimpijskich (Barcelona, Sydney).

## Kariera
Pierwszymi ważniejszymi zawodami międzynarodowymi w karierze Namibijczyka były igrzyska olimpijskie w Barcelonie, podczas których nie zdołał ukończyć maratonu. Rok później wystartował w rozgrywanej w ramach światowego czempionatu konkurencji maratonu, tam sięgnął po srebrny medal, a zawody ukończył w czasie 2:14:11. Był uczestnikiem mistrzostw świata w półmaratonie w 1996 roku, indywidualnie swój występ ukończył na 13. miejscu. W 1997 roku po raz drugi w karierze wziął udział w lekkoatletycznych mistrzostwach globu, maratonu rozgrywanego podczas czempionatu w Atenach nie ukończył.
Na igrzyskach olimpijskich w Sydney wystąpił w maratonie, zakończył go na odległym 48. miejscu z rezultatem czasowym 2:22:55. Podczas światowego czempionatu w Edmonton swój występ w maratonie zakończył na 28. miejscu. W 2006 roku został ukarany za stosowanie dopingu, podjęto wtedy decyzję o przyznaniu mu publicznego ostrzeżenia i anulowania jego rezultatu osiągniętego na maratonie w Johannesburgu. Po raz ostatni w zmaganiach lekkoatletycznych wystąpił w styczniu 2011 roku w biegu na 30 km rozegranym w Kapsztadzie (ukończył go na 6. miejscu).
Stawał na podium Maratonu Bostońskiego w 1993 roku.

## Rekordy życiowe
- maraton – 2:10:01 (10 października 1992, Swakopmund)
- półmaraton – 1:01:26 (19 września 1993, Filadelfia)
- chód na 20 km – 1:02:07 (14 października 2006, George)

Źródło: 